# Вешалка
Тремпель (также плечики, вешалка) — приспособление для хранения одежды в подвешенном состоянии. Одежда на ней вешается на крючки либо на плечики (которые тоже называются вешалкой). Плечики используются для демонстрации одежды в магазинах и торговых залах, для этого плечики с одеждой развешивают на отдельно стоящие вешала, либо при помощи кронштейнов на экономпанель. Одежда, хранящаяся на плечиках, не мнётся.

## Разновидности
Существуют разнообразные конструкции вешалки — от гвоздя, вбитого в стену, до вешалок — произведений искусства.
Вешалки могут быть настенными, напольными, переносными (например, вешалка на колесиках).
Выпускается много видов вешалок, различающихся предназначением (для прихожей, для ванной комнаты), формой и материалом (дерево, металл, пластмасса, рога оленя).
Популярны вешалки из пластмассы, как практичное и недорогое решение.

## История
Первая вешалка-плечики появилась в 1903 году в руках американца Альберта Паркхауса, работавшего на проволочном заводе. Он не нашел свободный крючок, чтобы повесить своё пальто. Поэтому взял кусок проволоки и согнул из неё приспособление, на которое повесил пальто .

## В культуре
Выражение Станиславского, что «театр начинается с вешалки», под вешалкой подразумевало гардероб (с находящимися там вешалками) — а в общем смысле, что в театре нет мелочей и важно всё, а особенно первое впечатление от встречи с искусством.
В США вешалка является символом нелегальных абортов, так как женщины с нежелательной беременностью часто использовали проволочную вешалку для искусственного прерывания беременности.
Существует легенда о немце по фамилии Тремпель, фабриканте готового платья в Харькове в XIX веке. Согласно ей, каждое его изделие висело на вешалке, на которой был ярлык его фирмы «Тремпель». Потому по всей Южной России и Украине вешалки для костюмов (плечики) стали называть тремпелями.
В настоящее время правообладателем товарного знака ТРЕМПЕЛЬ является завод ОСКОЛПЛАСТ, который находится в городе Старый Оскол Белгородской области и производит большой ассортимент вешалок для одежды под этим ТЗ.
В казахской юрте роль вешалки выполняет адалбакан.